# كأس البرتغال 1982–83
كأس البرتغال 1982–83 هو موسم من كأس البرتغال. فاز فيه نادي بنفيكا.